# 兕
兕（呉音: じ、漢音: し、拼音: sì）は、古代中国の文献に出てくる動物の一種。牛に似た一本角の獣。

## 概要
『論語』や『荘子』といった先秦の様々な文献で、「虎」や「蛟」（蛟竜）と並ぶ猛獣の代名詞として言及される。
『爾雅』郭璞注などによれば、一本角で、色は青（青黒）、重さは千斤だった。
『山海経』によれば、兕は「犀」などと一緒に中国内外各地に生息していた。『爾雅』本文によれば、兕が牛に似ているのに対し、犀は豚に似ていた。
兕は楚国と縁が深い。『古本竹書紀年』によれば、周の昭王が楚に南征に訪れた際、大兕に遭遇したという。また様々な文献において、楚の君主が雲夢の地で御狩する猛獣として登場する（例:『公孫龍子』跡府篇などに伝わる「楚弓楚得」説話、『戦国策』楚策一、『楚辞』招魂）。
『周礼』考工記などによれば、兕や犀の皮革は甲冑の材料として利用されていた。『荀子』議兵篇などによれば、そのような用法は楚人の慣習だった。
近代以降出土した甲骨文や器物にも見える。

## 受容
後漢の画像石（1973年中国河南省南陽市出土）には、兕と推定される一角獣の図像が描かれている。
漢代から魏晋南北朝時代にかけて、兕は瑞獣とみなされるようになった。その背景として、讖緯思想の影響や獬豸との混同があったとされる。
平安時代日本の『延喜式』には、狛犬のような役割の守護獣像として「兕像」が出てくる（狛犬#兕）。
明代の小説『西遊記』には、獨角兕大王が登場する。

## 正体

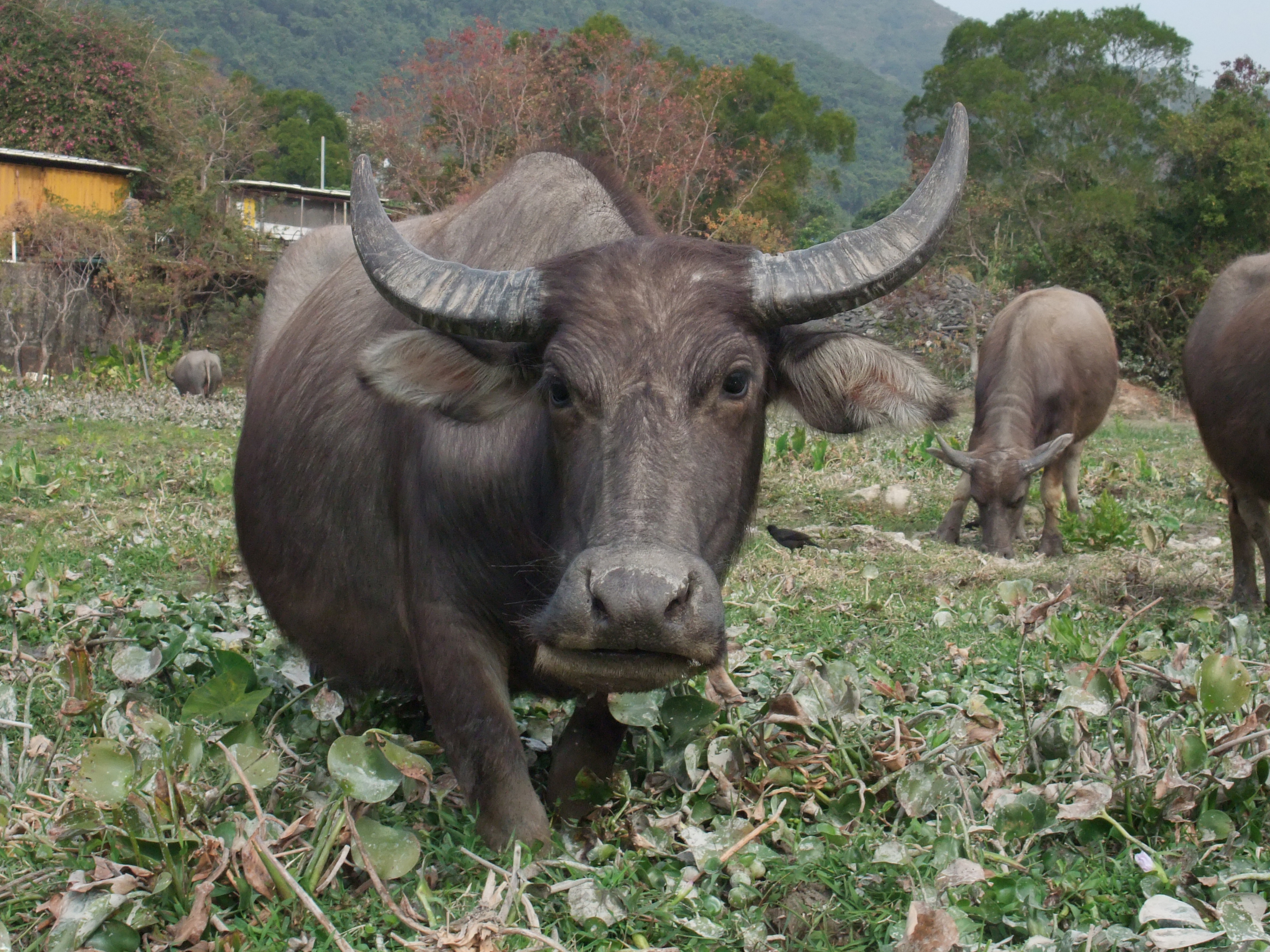
スイギュウ

現代では、架空の生物と説明されることもあれば、実在の生物と説明されることもある。実在の生物だった場合の同定は諸説あり、例えばニーダムは「インドサイ」と同定している。ほかにもジャイルズやラウファーらの説がある。
『集韻』や『正字通』には「メスの犀」とする説が載っており、現代でも『大漢和辞典』などがこの説を載せる。
21世紀現代の考古学や古生物学の成果を踏まえた推定では、先秦当時は「野生のスイギュウ」を指したが、漢代以降に犀と混同されたのだとされる。

## 兕觥

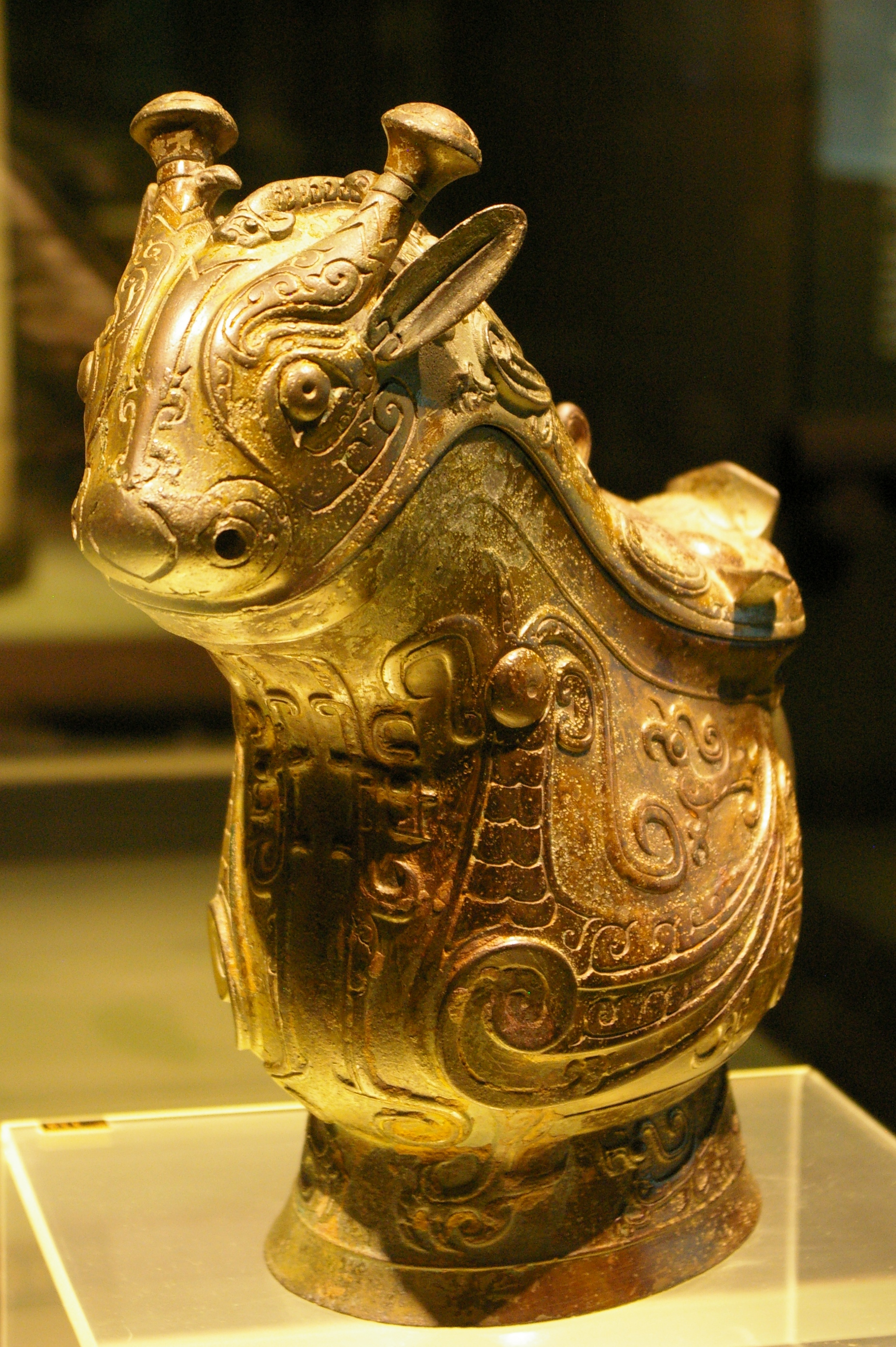
現代の「兕觥」

『詩経』には「兕觥」（じこう）という酒器がしばしば出てくる。現代の中国考古学において、「兕觥」は怪獣の身体を模した注酒器を指す。これは民国初期の王国維が、宋代の古物図録『続考古図』の説を採用したことに由来する。
しかしながら、「兕觥」は本来、怪獣の身体ではなく兕の角を模した角杯・リュトンのような、円錐形の飲酒器を指していた、とする説もある。清代の古物図録『西清続鑑』や『金石索』には、円錐形の兕觥の図が載っている。
『詩経』に出てくる兕觥は、罰爵、すなわち饗宴の際に礼を失った者に罰として飲ませる杯だった（『詩経』周南・巻耳の鄭玄箋）。青木正児はその理由について、あたかも日本の可杯のように、円錐形であるがゆえに飲み干すまで置けない（置いたら倒れる）ためだったと推定している。